# Академическая гребля на летних Олимпийских играх 1920
Соревнования по академической гребле на летних Олимпийских играх 1920 года проводились только среди мужчин. В них приняло участие 136 спортсменов из 14 стран.

## Общий медальный зачёт
| Место | Страна         | Золото | Серебро | Бронза | Всего |
| ----- | -------------- | ------ | ------- | ------ | ----- |
| 1     | США            | 3      | 1       | 0      | 4     |
| 2     | Италия         | 1      | 1       | 0      | 2     |
| 3     | Швейцария      | 1      | 0       | 1      | 2     |
| 4     | Великобритания | 0      | 2       | 0      | 2     |
| 5     | Франция        | 0      | 1       | 1      | 2     |
| 6     | Норвегия       | 0      | 0       | 2      | 2     |
| 7     | Новая Зеландия | 0      | 0       | 1      | 1     |

## Медалисты
| Дисциплина                   | Золото | Серебро | Бронза |
| ---------------------------- | --- | --- | --- |
| Одиночки подробнее           | Джон Келли-старший США | Джек Бересфорд Великобритания | Дарси Хэдфилд Новая Зеландия |
| Двойки парные                | США · Джон Келли-старший · Пол Костелло | Италия · Пьетро Аннони · Эрминио Донес | Франция · Гастон Жиран · Альфред Пле |
| Двойки распашные с рулевым   | Италия · Эрколе Ольджени · Джованни Скаттурин · Гвидо Де Филип                                                                                         | Франция · Габриэль Пуа · Морис Бутон · Эрнест Барберолль | Швейцария · Эдуар Кандево · Альфред Фельбер · Поль Пьяже                                                                                                 |
| Четвёрки распашные с рулевым | Швейцария · Вилли Брюдерлин · Макс Рудольф · Пауль Рудольф · Ганс Вальтер · Пауль Штауб                                                                | США · Кеннет Майерс · Карл Клоуз · Франц Федершмидт · Эрих Федершмидт · Шерман Кларк                                                                              | Норвегия · Биргер Вар · Теодор Клем · Хенри Ларсен · Пер Гульбрандсен · Торальф Хаген                                                                    |
| Восьмёрки с рулевым          | США · Верджил Джакомини · Эдвин Грейвз · Уильям Джордан · Эдвард Мур · Олден Санборн · Дональд Джонстон · Винсент Галлахер · Клайд Кинг · Шерман Кларк | Великобритания · Эварт Хорсфолл · Гай Оливер Николлс · Ричард Лукас · Уолтер Джеймс · Джон Кэмпбелл · Себастьян Эрл · Ральф Шоув · Сидней Свэнн · Робин Джонстоун | Норвегия · Теодор Наг · Конрад Ольсен · Адольф Нильсен · Хокон Эллингсен · Торе Микельсен · Арне Мортенсен · Карл Наг · Толлеф Толлефсен · Торальф Хаген |